# En Vinternat
En vinternat er en norsk stumfilm fra 1917. Den regnes som gået tabt.

## Handling
Wollert Berg finder et omstrejfende par som stjæler hos naboen. Berg bliver mistænkt og dømt. Men detektiven Saksen giver ikke op, før den skyldige bliver dømt.

## Medvirkende
- Oscar Gustafson - Wollert Berg
- Helen Storm - Betty Berg, hans hustru
- Moltke Garmann - Nils Ludvik
- Bergliot Jønsson - Svart-Anne
- Kaare Knudsen - Per Grunk, gnier
- Turid Hetland - Hans søster
- Olav Sverenius - Saksen, detektiv
- Botten Soot - Lodgeværtinden
- Robert Sperati - Hendes mand
- Adolf Aanesen